# Diana Dowek
Diana Dowek (Buenos Aires, Argentina, 1 de enero de 1942) es una pintora argentina, feminista, reconocida por su trayectoria artística vinculada a conflictos sociales y políticos desde una perspectiva crítica. Fue reconocida con el Premio Konex 2012 por su trayectoria en la pintura durante el quinquenio 2002 - 2006.

## Trayectoria
Dowek nació en la ciudad de Buenos Aires el 1 de enero de 1942.
Cursó sus estudios en la Escuela Nacional de Bellas Artes Manuel Belgrano y en la Escuela Nacional de Bellas Artes Prilidiano Pueyrredón.
Entre los años 1979 y 1983 formó parte del grupo artístico argentino "Postfiguración", formado por Jorge Glusberg, junto con Norberto Gómez, Alberto Heredia, Jorge Álvaro, Mildred Burton y Elsa Soibelman.
.
Tiene una amplia trayectoria como activista por los derechos civiles. Su obra está directamente relacionada con el tema de los derechos humanos en la Argentina. En especial con respecto al tema de la represión de la dictadura militar argentina.
Como activista por los derechos humanos fue seleccionada por Amnistía Internacional para utilizar dos de sus obras en serigrafías de la organización.
En 2013 publicó un libro sobre su trayectoria y su obra;
“La pintura es un campo de batalla" dónde relata sobre su trayectoria y su obra, tras obtener una beca de la Fundación Pollock-Krasner.
Dowek es miembro de Artistas Plásticos Solidarios y miembro fundadora de la Asociación de Artistas Visuales de la República Argentina.

## Premios y reconocimientos[16]
- Gran Premio de Honor de Pintura, 104° Salón Nacional de Artes Visuales (2015)[17]
- Premio Konex a las Artes Visuales (2012)
- Premio a la Trayectoria del Fondo Nacional de las Artes (2012)[18]
- Primer Premio de Pintura Banco Central de la República Argentina Museo Numismático BsAs (2011)
- Beca Pollock- Krasner Foundation para la edición de un Libro sobre su obra (2011)
- Premio Margarita Ponce UMA por su aporte de género a las Artes Plásticas (2010)
- Primer Premio Municipal de Pintura Manuel Belgrano Museo E. Sivori (2008/09)
- Tercer Premio de Pintura Banco Nación Centro Cultural Borges (2008)
- Primer Premio Certamen Iberoamericano de Pintura, Centro Cultural Borges (2005)
- Primer Premio de Pintura, Salón Nacional de Artes Plásticas, Palais de Glace (2005)
- Segundo Premio de Pintura Salón Manuel Belgrano, Museo Sivori (2004)
- Premio Accésit, Certamen Iberoamericano, Museo Nacional de Bellas Artes (2003)
- Premio Leonardo a la Artista del Año Museo Nacional de Bellas Artes (2002)
- Segundo Premio Pintura Salón Nacional de Santa Fe, Museo Rosa Galisteo de Rodríguez (2002)
- Beca a la creación, Fondo Nacional de las Artes (1999)
- Primer Premio ProArte de Pintura Museo Provincial de Bellas Artes, Córdoba (1997)
- Beca Pollock-Krasner Foundation, New Cork, Estados Unidos (1995)
- Premio a la Artista del Año 1994, otorgado por La Asociación Internacional de Críticos de Arte (1995)
- Mención Especial de Dibujo, Premi de Dibuix Joan Miró, Barcelona, España (1979)